# Les Agettes
Les Agettes (toponimo francese; fino al 1964 Agettes) è una frazione di 347 abitanti del comune svizzero di Sion, nel Canton Vallese (distretto di Sion).

## Storia

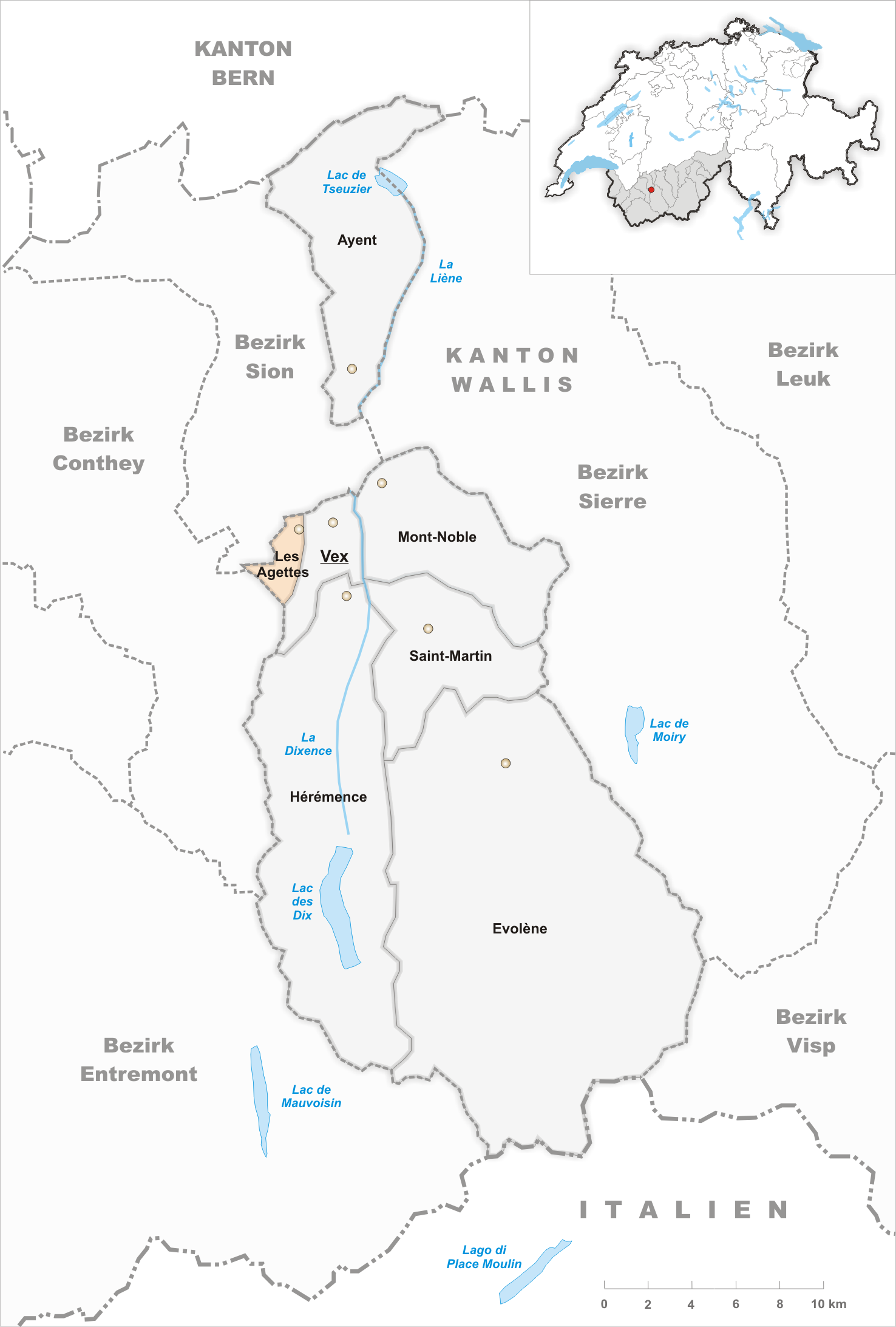
Il territorio del comune di Les Agettes prima degli accorpamenti comunali del 2017

Già comune autonomo istituito nel 1814 per scorporo dal comune di Vex e appartenente al distretto di Hérens, si estendeva per 5,1 km² e comprendeva anche le frazioni di Crête-à-l'Œil e La Vernaz. Nel 2017 è stato accorpato al comune di Sion.

## Monumenti e luoghi d'interesse
- Chiesa parrocchiale cattolica del Cuore immacolato di Maria, eretta nel 1965[1].

## Società

### Evoluzione demografica
L'evoluzione demografica è riportata nella seguente tabella:
Abitanti censiti

## Economia

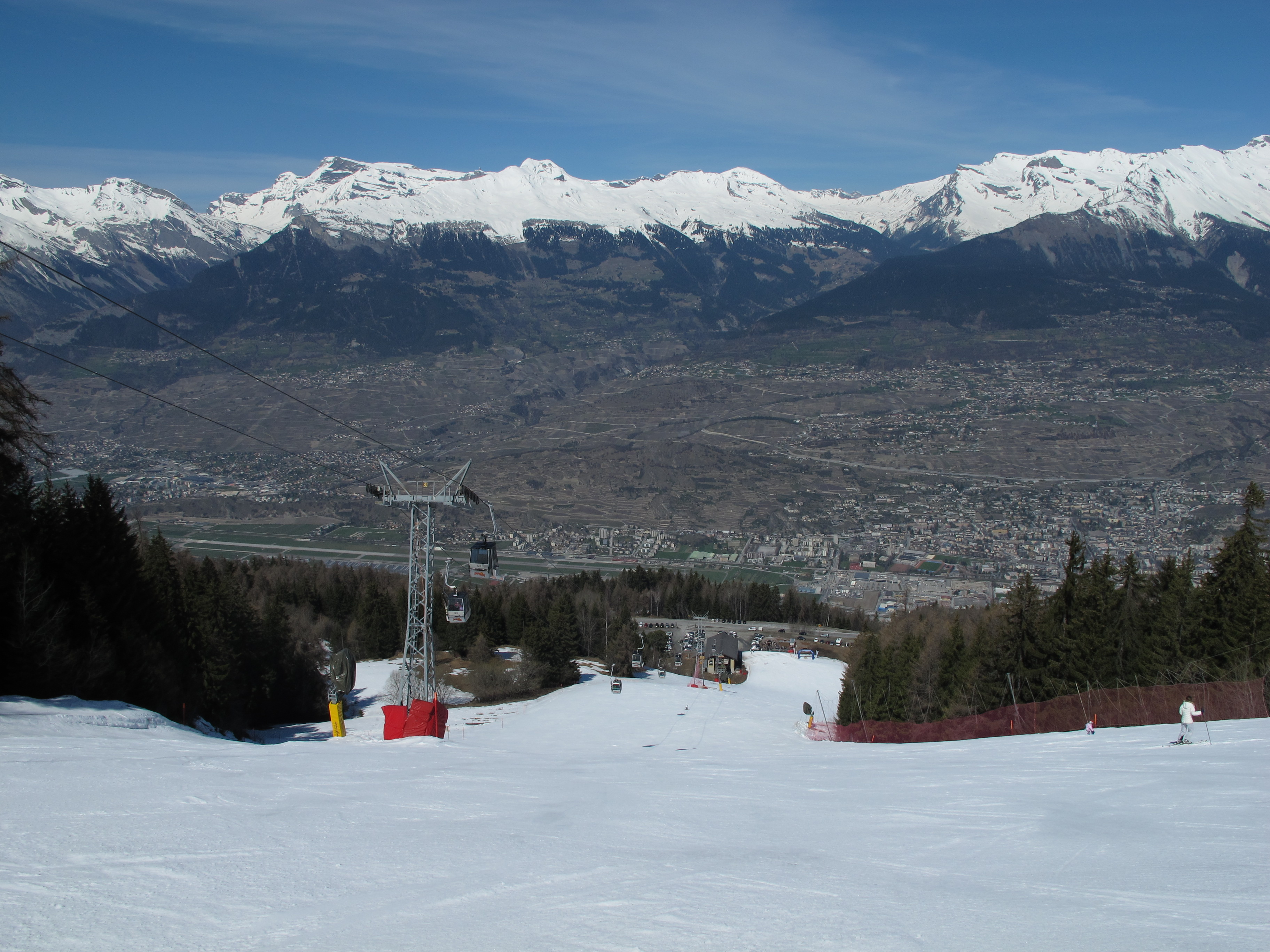
Mayens de l'Ours

Presso Les Agettes sorge Mayens de l'Ours, stazione sciistica sviluppatasi a partire dagli anni 1980.

## Amministrazione
Ogni famiglia originaria del luogo fa parte del cosiddetto comune patriziale e ha la responsabilità della manutenzione di ogni bene ricadente all'interno dei confini della frazione.